# Patrick Ebert
Patrick Ebert (* 17. März 1987 in Potsdam), in Spanien auch bekannt als Ebi, ist ein ehemaliger deutscher Fußballspieler und heutiger -Trainer der bevorzugt im rechten Mittelfeld eingesetzt wurde.

## Vereine
Der Mittelfeldspieler begann in Kiel beim TuS Gaarden mit dem Fußballspielen. Über den TSV Russee wechselte er im Jahr 1998 zu Hertha BSC. Ab der Saison 2006/07 stand er dort im Profikader. Sein Pflichtspieldebüt gab Ebert am 16. Juli 2006 im UI-Cup-Spiel gegen den FK Moskau, als er in der 80. Minute eingewechselt wurde. Seinen ersten Einsatz in der Bundesliga bestritt er am 13. August 2006 im Spiel gegen den VfL Wolfsburg, am zweiten Spieltag (gegen Hannover 96) erzielte er sein erstes Bundesligator. Am 24. Oktober 2007 verlängerte Ebert seinen zum Saisonende auslaufenden Vertrag mit Hertha BSC bis zum 30. Juni 2012.
Nach Ende der Saison 2011/12 plante der neue Trainer Jos Luhukay in der neuen Saison nicht mehr mit ihm. Ebert wechselte daraufhin in der Sommerpause 2012 zum spanischen Erstliga-Aufsteiger Real Valladolid, bei dem er einen bis 2014 laufenden Vertrag unterschrieb und die Rückennummer 20 erhielt. Angelehnt an seinem Spitznamen stand auf seinem Trikot „Ebi“ als Spielername. Am 20. August 2012 spielte er beim 1:0-Sieg gegen Real Saragossa zum ersten Mal für seinen neuen Verein in der Primera División. Am 7. Februar 2014 kündigte Ebert seinen Vertrag und wechselte zu Spartak Moskau. Zu Saisonbeginn 2015/16 verpflichtete ihn der spanische Erstligist Rayo Vallecano und stattete ihn mit einem bis zum 30. Juni 2017 laufenden Vertrag aus.
Nach Vertragsende war er ein halbes Jahr vereinslos, ehe er sich im Januar 2018 dem deutschen Zweitligisten FC Ingolstadt 04 bis Saisonende anschloss.
Im Sommer 2018 wechselte Ebert zum Zweitligisten Dynamo Dresden. Sein Vertrag lief 2020 aus. Anschließend wechselte Ebert zum griechischen Zweitligisten AO Xanthi, mit dem er in den Relegationsspielen den Erstligaaufstieg verpasste. Zur Saison 2021/22 wechselte Ebert zum Ligakonkurrenten AO Kavala.

## Nationalmannschaft
Ebert durchlief alle Jugendmannschaften des DFB ab der U17. Er bestritt von 2007 bis 2009 13 Länderspiele für die deutsche U21-Nationalmannschaft und erzielte dabei einen Treffer; 2009 gewann er mit der Mannschaft die U21-Europameisterschaft.

## Erfolge
- DFB-Junioren-Pokalsieger 2004
- U21-Europameister 2009

## Persönliches
Wegen Sachbeschädigung – gemeinsam mit Kevin-Prince Boateng soll er am 18. März 2009 insgesamt 13 Fahrzeuge im Berliner Stadtteil Wilmersdorf beschädigt haben – erhielt Ebert im Januar 2010 einen Strafbefehl über 56.000 Euro. Im Unterschied zu Boateng akzeptierte er den Strafbefehl sofort.